# جونیور مارانائو
جونیور مارانائو (به پرتغالی: Francisco Pereira da Costa Júnior) هافبک اهل برزیل است که در شهر Colinas, Maranhão و در تاریخ ۱۷ ژوئن ۱۹۷۷ به دنیا آمده‌است.
جونیور مارانائو در تیم‌های فوتبال Imperatriz، Americano Maranhão، Figueirense، Sergipe، Ituano، Caldense، باشگاه فوتبال رئال مادرید کاستیا، Uniclinic، سانتاکروز، Oita Trinita، Sport Recife، Mirassol، Campinense، Rio Branco، Salgueiro، Marília، Serrano، S.E. River Plate سابقهٔ حضور دارد.